# Kargouya
Karkouya ou Kargouya ou Qarqouya est un dignitaire arabe sous les Hamdanides, qui vit dans la deuxième moitié du Xe siècle. Actif sous Sayf al-Dawla, il devient un temps le gouverneur d'Alep et signe le traité de Safar avec l'Empire byzantin, qui devient le suzerain d'Alep.

## Biographie
Le 7 janvier 965, Karkouya est nommé gouverneur d'Alep par Sayf al-Dawla, alors vieillissant et aux prises avec les velléités offensives des Byzantins conduits par Nicéphore II Phocas.
Le 29 octobre, une force rebelle aux Hamdanides, dirigée par Rachiq al-Nasimi, approche d'Alep alors que l'émir est absent. Après trois mois, il prend la ville basse mais est tué lors d'une attaque de la citadelle le 8 janvier 966. Un an plus tard, Sayf al-Dawla meurt et c'est jeune fils, Saad al-Dawla, qui lui succède. 
Vers avril 968, alors que l'émirat cède de plus en plus à l'anarchie, Karkouya convinc Saad de quitter Alep et il en profite pour s'emparer du pouvoir pour lui-même. Toutefois, il est immédiatement assiégé par un rival et il décide de faire appel aux Byzantins. C'est Pierre Phocas, frère de l'empereur, qui intervient alors qu'il assiège Antioche avec Michel Bourtzès. Après avoir pris la ville le 28 octobre, les deux généraux byzantins se rendent à Alep où ils battent rapidement le concurrent de Karkouya. Mais c'est pour mettre à leur tour le siège devant la ville, du 14 décembre au 11 janvier. Victorieux, ils le forcent à signer le traité de Safar qui reconnaît que Alep, Homs et les terres environnantes doivent un traité à l'Empire en échange de la reconnaissance de la domination de Karkouya sur Alep et de la nomination de Bakjour comme son successeur.
En 975, Bakjour dépose et emprisonne Karkouya pour prendre le contrôle de l'émirat. Deux ans plus tard, Saad al-Dawla revient et triomphe de Bakjour. Il libère Karkouya qui devient son ministre en chef. Karkouya meurt en 990.